# Dominique de Villepin
Dominique de Villepin, fuldt navn Dominique Marie François René Galouzeau de Villepin (født 4. november 1953 i Rabat i Marokko) er en fransk embedsmand og politiker. Han blev den 31. maj 2005 udnævnt til Frankrigs premierminister.
Før han blev statsminister var han udenrigsminister (7. maj 2002 – 31. marts 2004) og derefter indenrigsminister. Som udenrigsminister udtalte han sig skarpt mod USA's invasion af Irak[kilde mangler].
Dominique de Villepin er medlem af det konservative gaullistparti Union pour un Mouvement Populaire (UMP), som før 2002 hed Rassemblement pour la République (RPR). 
Han har bl.a. studeret ved École nationale d'administration (ENA); før han blev minister arbejdede han i embedsværket og som diplomat. Han har aldrig været folkevalgt. Villepin er kendt for sin veltalenhed, lyriske stil og karisma.
| Efterfulgte: Jean-Pierre Raffarin | Frankrigs premierministre 2005-2007 | Efterfulgtes af: François Fillon |

1. ↑  Navnet er anført på engelsk og stammer fra Wikidata hvor navnet endnu ikke findes på dansk.